# Sorradile
Sorradile ist eine italienische Gemeinde (comune) mit 334 Einwohnern (Stand 31. Dezember 2023) auf Sardinien in der Provinz Oristano. Die Gemeinde liegt etwa 36,5 Kilometer nordöstlich von Oristano am Lago Omodeo und grenzt unmittelbar an die Provinz Nuoro.

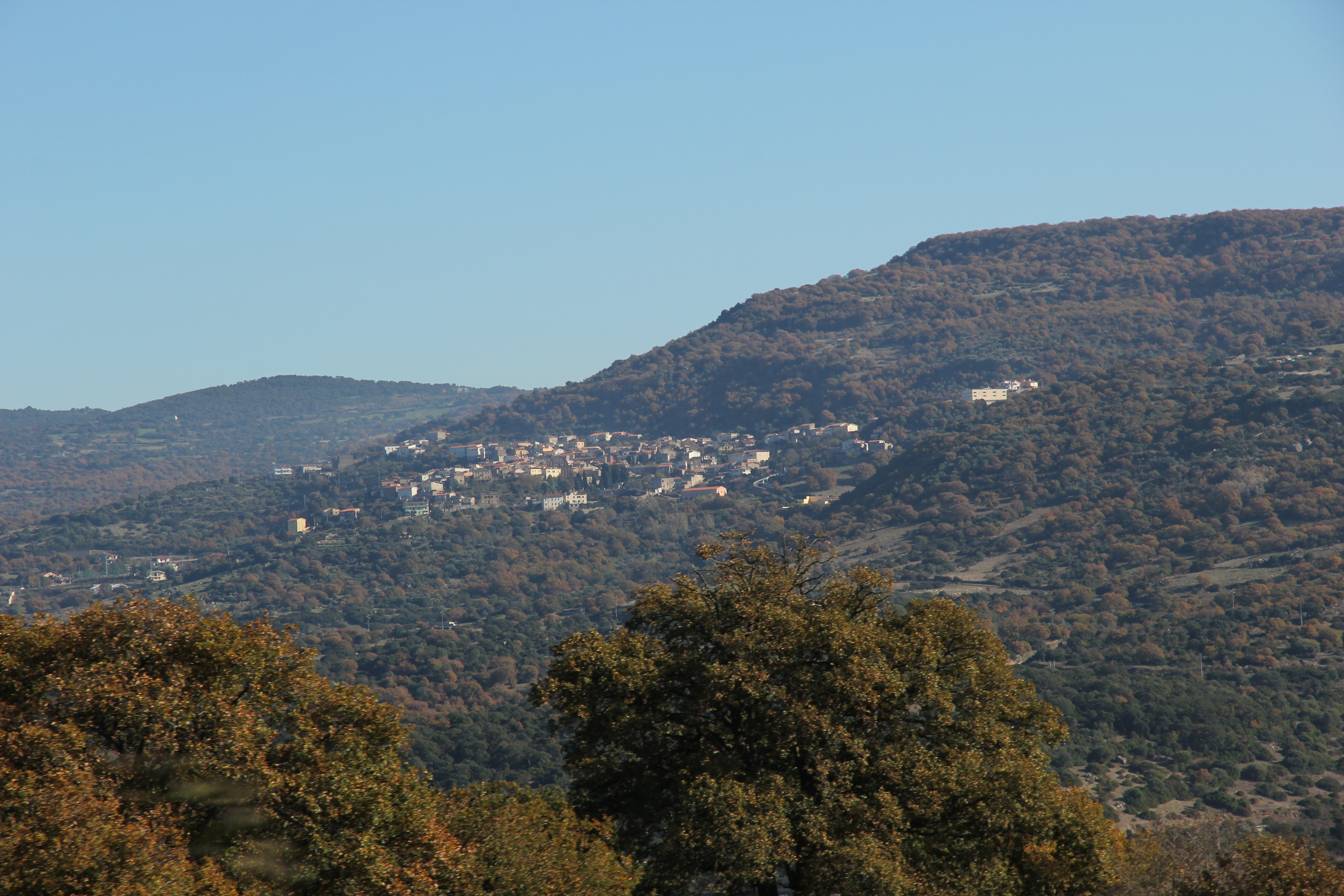
Sorradile

## Geschichte
Zahlreiche Nuraghen und die Nekropole von Prunittu befinden sich in der Gemeinde.
San Sebastiano (Sorradile) ist eine gotische Dorfkirche.